# Bicicleta

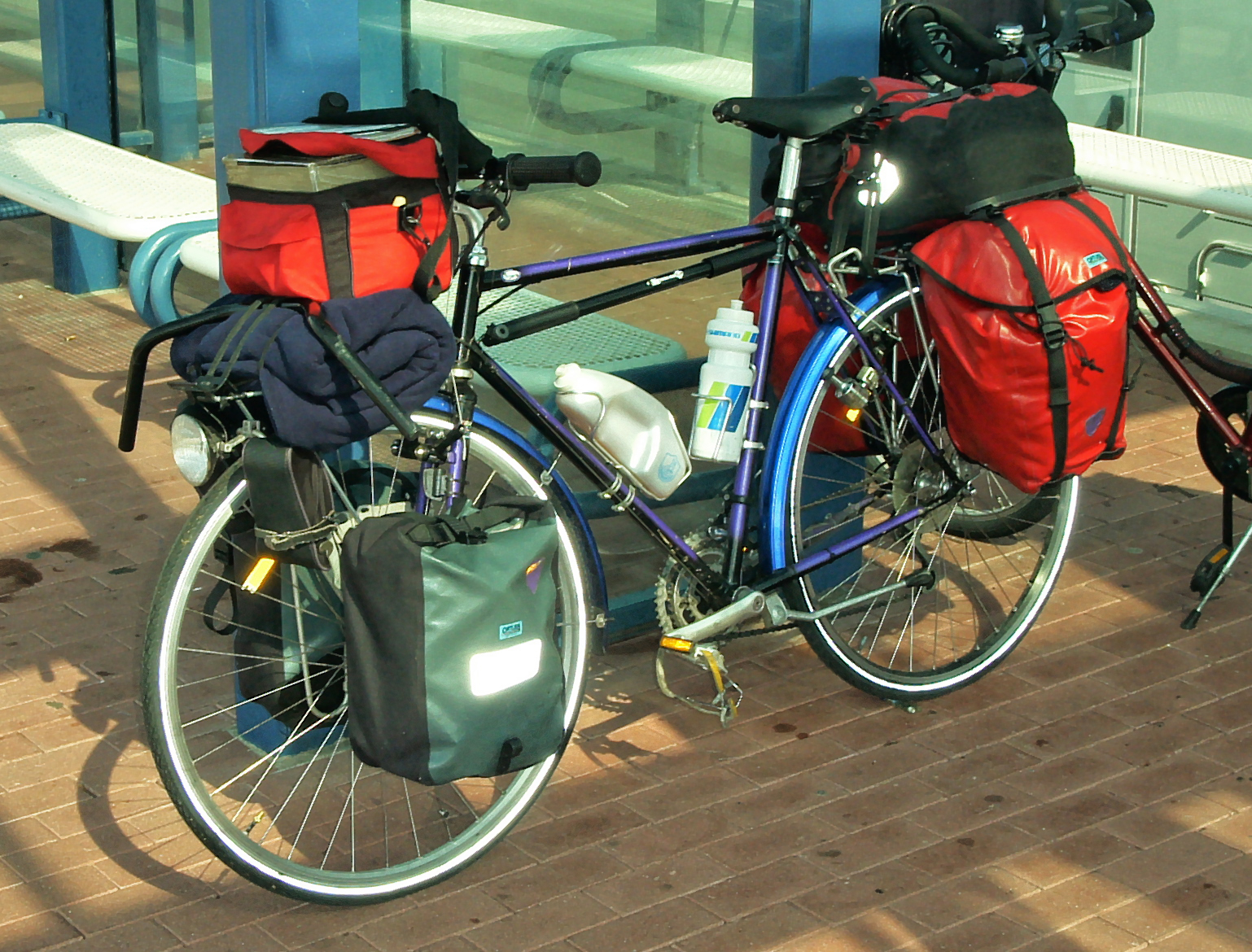
Bicicleta de viatge.

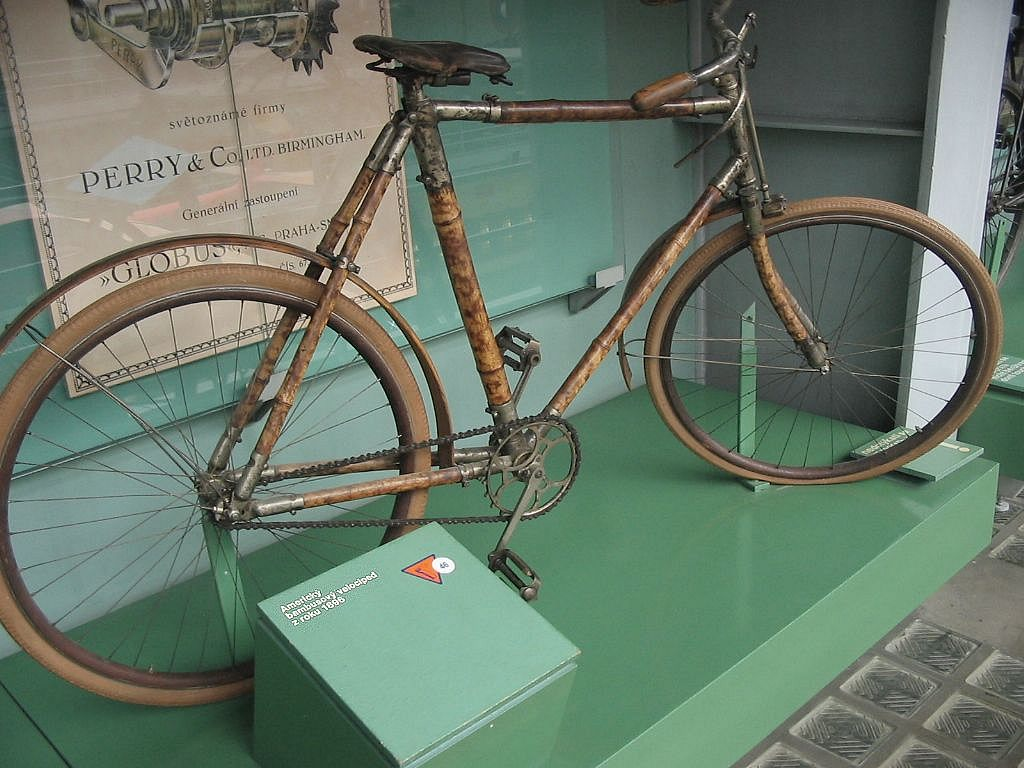
Bicicleta dels EUA de 1896, amb part del quadre de bambú.

La bicicleta és un vehicle de propulsió humana que es mou gràcies a la força que es transmet a dues rodes alineades. El ciclista fa una força sobre els pedals que es transmet al pinyó de la roda de darrere mitjançant una cadena circular. La roda anterior és la roda directriu. Les modalitats esportives que es poden practicar amb aquest vehicle s'anomenen ciclisme.
Les bicicletes modernes són fetes generalment de ferro, alumini, fibra de carboni, de bambú o de rotang. Inspirats en la bicicleta, van néixer el monocicle, amb una sola roda i usat en acrobàcies, i el tricicle, una versió amb tres rodes d'ús, sobretot, infantil.
El seu disseny i configuració bàsica han canviat poc des del primer model de transmissió amb cadena, desenvolupat al voltant de l'any 1885.
Introduïda al segle xix a Europa, va tenir un impacte considerable en la història, tant en la cultura com en la indústria. Actualment, hi ha al voltant d'uns mil milions de bicicletes, ja sigui com a mitjà de transport principal o com a vehicle d'oci, i una gran part d'aquestes són a la Xina.
És un mitjà de transport saludable, ecològic, sostenible i molt econòmic, tant per a traslladar-se per ciutat com per zones rurals. És un dels principals mitjans de transport en països com: Suïssa, els Països Baixos, Alemanya, algunes zones de Polònia i als Països Escandinaus. A l'Àsia, especialment a la Xina i l'Índia, és el principal mitjà de transport.

## Història
Els avantpassats de la bicicleta es remunten bastant enrere en la història. Ja entre els egipcis, trobem una màquina de dues rodes unides per una barra. També a la Xina s'ha trobat una màquina molt similar de gran antiguitat. Les rodes d'aquests enginys es feien de bambú.
Tanmateix, la seva veritable història comença a París l'any 1790, moment en què el comte de Sivrac inventa el celerífer, que també es diu cavall de rodes. Consisteix en un llistó de fusta, acabat en un cap de lleó, de drac o de cérvol, i muntat sobre dues rodes. No té cap articulació i, per a les maniobres, cal posar un peu a terra; aquesta mateixa rigidesa feia que totes les variacions del terreny en repercutissin en el cos de la muntura.
Posteriorment, en 1813, aquest celerífer va sofrir una gran metamorfosi, gràcies al fet que el baró Karl Drais d'Alemanya va inventar el vehicle d'una sola via, que va anomenar màquina errant, precursora de la bicicleta i la motocicleta. Drais de Sauerbronn va començar per introduir-hi uns ressorts sota el selló i, després, va crear-ne el manillar. Aquesta màquina errant consistia en una mena de carretó de dues rodes, col·locades una darrere de l'altra. La persona es mantenia asseguda sobre una petita muntura, col·locada al centre d'un petit marc de fusta. Per moure's, empenyia alternativament amb el peu esquerre i el dret cap endavant, de forma semblant al moviment d'un patinador. Amb aquest impuls, el vehicle adquiria una velocitat gairebé idèntica a la d'un cotxe. Els braços descansaven sobre un recolzabraços de ferro, i amb les mans sostenia una vara de fusta, unida a la roda davantera, que girava en la direcció cap a la qual volia anar el conductor.
Aquest invent es basava en la idea que una persona caminant desaprofita molta força per haver de desplaçar-ne el pes de manera alternada d'un peu a l'altre. Drais von Sauerbronn va aconseguir crear aquest senzill vehicle, que va permetre a les persones evitar aquest treball. Aquesta màquina, denominada draisina en honor del seu inventor, va evolucionar ràpidament.
La construcció de la primera bicicleta amb pedals s'atribueix a Macmillán Kirkpatrick, l'any 1839. Macmillán mai no va patentar l'invent, que posteriorment va ser copiat l'any 1846 per Gavin Dalzell de Lesmahagow, qui el va difondre tan àmpliament que va ser considerat, durant cinquanta anys, l'inventor de la bicicleta. Una còpia de la bicicleta de Macmillán s'exhibeix al Museu de Ciències de Londres, Anglaterra. Prop del 1890, l'anglès Dunlop (aficionat al ciclisme i creador de l'empresa homònima) va inventar una cambra de tela i cautxú, que s'inflava amb aire i se'n col·locava a la llanda. Per evitar punxades, Dunlop va inventar, a més, una coberta també de cautxú. Aquests invents de Dunlop gairebé no han sofert cap variació des de la seva invenció.

1: Velocípede de Karl von Drais (Alemanya). 2: Velocípede de Thomas McCall (Escòcia). 3: Bicicleta de pedals, de Pierre Michaux (França). 4: Bicicleta de roda alta, de James Starley (Anglaterra). 5: Bicicleta segura, de John Kemp Starley (Anglaterra). 6: Bicicleta de carreres (Estats Units). 7: Bicicleta tot terreny (Estats Units).

## Usos
Des del principi i encara hui, les bicicletes han estat i s'utilitzen per a molts usos. De manera utilitària, les bicicletes s'utilitzen per al transport, el desplaçament en bicicleta i el ciclisme urbà. Es pot utilitzar com a "cavall de treball", utilitzat per transportistes de correu, transport de paramèdics, policia en bicicleta, missatgers en bicicleta i serveis generals de lliurament. Els usos militars de la bicicleta inclouen comunicacions, reconeixement, moviment de tropes, subministrament de provisions i patrulla.
La bicicleta també s'utilitza per a usos recreatius, com ara el cicloturisme, la bicicleta de muntanya, el fitness físic i per jugar. El ciclisme de competició inclou curses de carretera, competicions BMX, curses en pista, critèrium, curses de corrons, proves cicloesportives i contrarellotges. Els principals esdeveniments professionals de diverses etapes són el Giro d'Itàlia, el Tour de França, la Volta a Espanya, el Tour de Pologne i la Volta a Portugal.
Les bicicletes es poden utilitzar per a entreteniment i esbarjo, com ara fent passejades en bici, ciclisme artístic i freestyle BMX.

## Tipus de bicicletes segons la seva estructura
- La bicicleta plegable: permet plegar la bicicleta en un o diversos punts, i disminueix, així, el volum que ocupa. Aquest tipus de bicicleta està dissenyada perquè, quan aquesta no estigui en ús, pugui adquirir una forma que ocupi menys espai, sigui per tal d'emmagatzemar-la o per transportar-la. El fet de poder doblegar-la fa que sigui més fàcil de transportar i desar. Gràcies a això, es pot tenir a casa o a la feina, es pot combinar el seu ús amb el transport públic o es pot endur en autocaravana, en vaixell o en avió, amb més facilitat que una bicicleta tradicional. Cada novetat tecnològica en el món de les bicicletes ja ha estat provada, pel cap baix, fa cent anys i, com a prova, tenim el velocípede, que existia en una forma així durant els anys 1880: se'n podia desmuntar la roda gran i plegar el quadre per allotjar la bicicleta en una bossa específica.
- La bicicleta tot terreny: està destinada a l'àmbit esportiu en terrenys salvatges, per la qual cosa la resistència de les seves parts és un punt principal i també ho és la protecció de les seves parts del llot i la terra. Té diverses relacions de transmissió per a adaptar el pedaleig a les condicions del terreny. Esports practicats amb aquesta són el cross-country, l'enduro,[7] el freeride i el descens.
- Bicicleta de carreres: les carreres de bicicletes professionals són un dels esports més durs del món. La bicicleta de carreres, comunament coneguda com a bicicleta de carretera, està dissenyada per a la velocitat: batalla curta, angles de seient i frontals molt verticals, eix pedaler alt, molt poca curvatura de la forquilla, perquè la lleugeresa hi és important. Així mateix, el mànec té dissenys particulars segons el tipus de competició perquè el ciclista adopti posicions aerodinàmiques.
- Bicicleta de gravel: són bicicletes versàtils dissenyades per circular per camins de grava, les pistes forestals i camins irregulars. Poden adaptar-se a aquestes condicions gràcies a les cobertes lleugerament més amples i el seu estil esportiu, resistents per a les pistes de grava i prou ràpides per a la carretera. Distància entre els eixos una mica més llarga en comparació amb les bicicletes de carretera, en general amb frens de disc i sovint amb cobertes d'un perfil mínim entre els 32 mm i els 45 mm d'amplada amb una posició de seient menys agressiva i un pedaler més baix per a més seguretat.
- El BMX (bicicròs): és una versió del motocròs sobre bicicleta. Aquestes són de mida més petita que les normals (les rodes tenen un diàmetre de 20 polzades), cosa que en permet major acceleració i control. N'hi ha dues modalitats: carrera i estil lliure. Té l'origen a Califòrnia (Estats Units), als anys 70 i els primers Campionats del Món es disputaren el 1993.
- El tàndem: és un tipus de bicicleta en què pot pedalejar més d'una persona. El ciclista que va davant és qui controla la direcció i les marxes del tàndem. Els altres ciclistes es limiten a pedalar conjuntament. N'hi ha per a diferent nombre de persones, encara que la més comuna és per a dues persones.
- El tricicle (o quadricicle): el tricicle és una bicicleta de tres rodes, especialment indicada per a aquelles persones que tinguin problemes de coordinació i/o equilibri. Igual que la bicicleta genèrica, es propulsa amb els peus i es dirigeix amb els braços. Segons els models, tenen molts accessoris que s'adapten a les necessitats específiques de l'usuari: sistemes de control de tronc, manillars especials, manillar suplementari perquè, en cas necessari, l'acompanyant pugui ajudar a dirigir el tricicle, etc.
- Les bicicletes per a discapacitats: n'hi ha de diversos tipus segons la discapacitat de l'usuari: handbikes per a gent amb discapacitat a les cames, tàndems per a cecs, tricicles per a discapacitats amb problemes de coordinació i equilibri, quadricicles per a discapacitats psíquics.
- La bicicleta reclinada (o recumbent, en anglès): és un tipus de bicicleta molt baixa, en què el ciclista adopta una posició més còmoda, però també més aerodinàmica. Per això, en terreny pla o favorable, és més veloç que la bicicleta clàssica, i s'hi pedala amb el cos quasi en posició horitzontal respecte del terra. La roda davantera sol ser molt més petita que la part del darrere. El seu cost és molt elevat perquè s'acostumen a fer per encàrrec a mida del ciclista. En alguns casos, està coberta per un carenat que sol ser de fibra de vidre.
- La bicicleta estàtica (o per a exercicis): és una màquina d'exercicis, amb un disc que s'acciona mitjançant uns pedals i amb un sistema de fricció, la força del qual es pot regular per simular pendents. Habitualment, disposa d'un mesurador de velocitat i un de quilometratge. Els més sofisticats tenen comptador de pulsacions i fan càlculs estimatius de les calories gastades durant l'exercici, a més a més de registrar les dades en una memòria.

## Parts de la bicicleta
Als primers anys, en la construcció de bicicletes es feien servir tecnologies preexistents. Últimament, però, la tecnologia de les bicicletes ha col·laborat a la innovació amb idees, tant en àrees antigues com de noves.

Diagrama d'una bicicleta.

### Quadre
La gran majoria de les bicicletes d'avui dia tenen un quadre amb seient vertical que s'assembla molt al de les primeres bicicletes de cadena. Aquestes bicicletes verticals gairebé sempre presenten el quadre de diamant, una estructura de gelosia que consta de dos triangles: el triangle del davant i el del darrere. El triangle del davant consta del quadre horitzontal, el quadre vertical i el quadre inferior. El quadre horitzontal conté la pipa de direcció, el conjunt de coixinets que fa que la forquilla giri suaument per conduir. El quadre vertical connecta el quadre horitzontal amb la tija del selló a la part del damunt, i el quadre inferior connecta el quadre horitzontal amb el pedaler. El triangle del darrere consta del quadre vertical i un parell de tirants i de beines. Les beines són paral·leles a la cadena, i connecten el pedaler a l'eix del darrere. Els tirants connecten la part superior del quadre vertical a l'eix del darrere.
Històricament, els quadres de les bicicletes per a dones tenien un quadre horitzontal que connectava al mig del quadre vertical en comptes de la part superior, i s'hi reduïa la distància del quadre horitzontal a terra al preu de comprometre la integritat estructural, ja que això provoca una forta càrrega de flexió en el quadre vertical, i els components dels quadres de la bicicleta normalment són poc resistents a la flexió. Aquest disseny permet al ciclista muntar i desmuntar fàcilment encara que porti una faldilla o un vestit. Mentre que algunes bicicletes de passeig continuen utilitzant aquest estil de quadre, n'hi ha també una variació, el mixt, que en comptes d'un quadre horitzontal en té dos de més prims i separats lateralment, que creuen el quadre vertical pels costats i se'n connecta a l'eix del darrere. La facilitat per pujar-hi també l'aprecia la gent amb flexibilitat limitada.
Un altre estil és la bicicleta reclinada. Aquestes són inherentment més aerodinàmiques que les versions verticals, ja que el ciclista es pot estirar cap al darrere recolzant-se en un suport i fer servir els pedals que estan ubicats al mateix nivell que el seient. La bicicleta més ràpida del món és una bicicleta reclinada, però aquest tipus es va prohibir a les curses l'any 1934 per la Unió Ciclista Internacional.
Històricament, els materials emprats en les bicicletes han seguit un patró similar al de les aeronaus: amb l'objectiu de ser resistents i de baix pes. Des de finals dels anys 1930, s'han utilitzat els acers aliats per als tubs del quadre i la forquilla en màquines d'alta qualitat. El cel·luloide es va fer servir en parafangs, i els aliatges d'alumini s'utilitzen cada vegada més en components com ara manillars, tiges de selló, i palanques de fre. Durant els anys 1980, els quadres d'aliatge d'alumini van esdevenir populars, i avui dia són habituals. Els quadres de fibra de carboni i de titani, que són més cars, també estan disponibles avui en dia, així com aliatges d'acer avançats i, fins i tot, de bambú.

### Transmissió

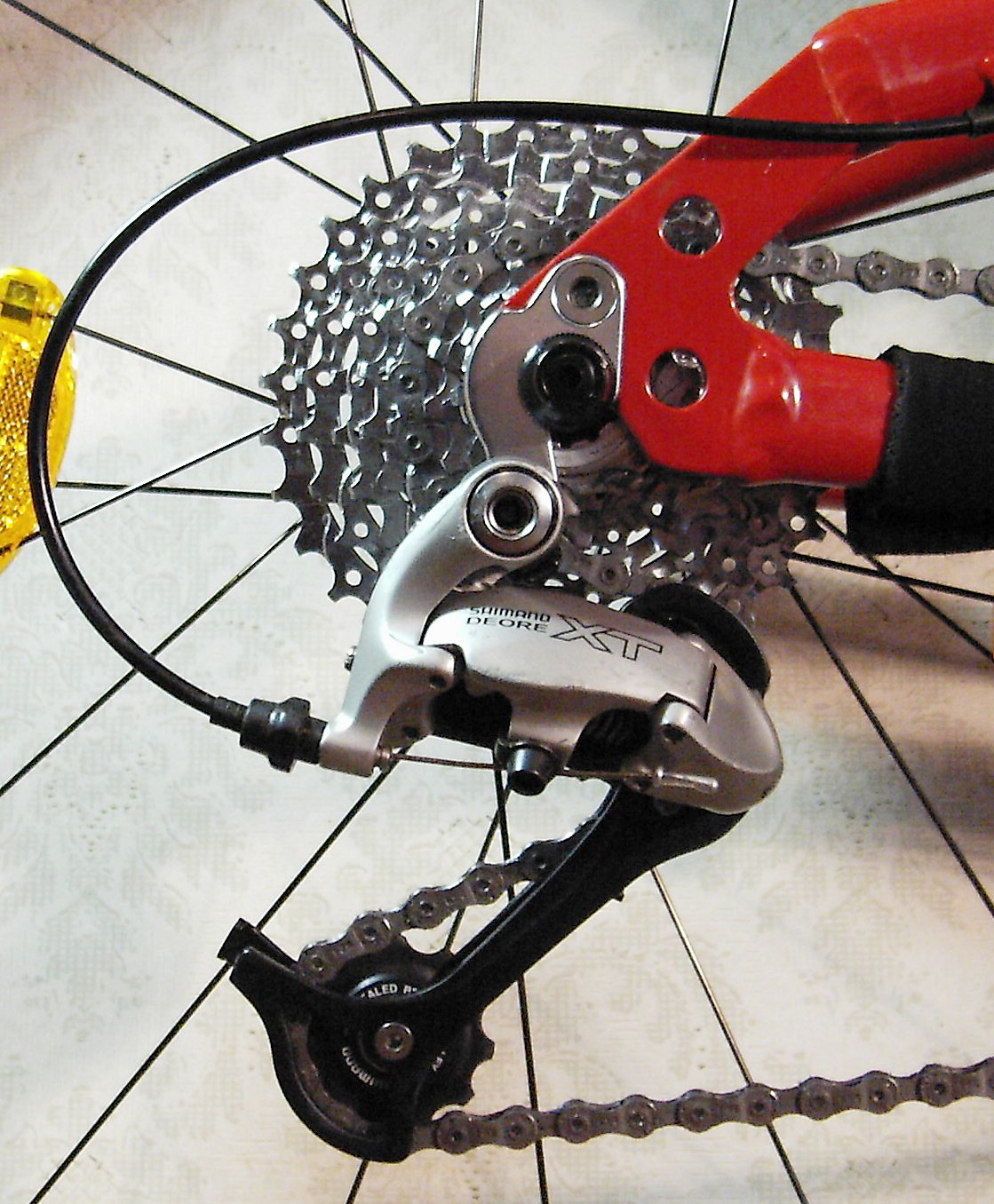
Un conjunt de pinyons amb el desviador.

La transmissió comença amb els pedals, que fan girar les bieles, que giren entorn de l'eix central i fan girar els plats. La majoria de les bicicletes fan servir una cadena per a transmetre la potència a la roda del darrere. Un nombre relativament petit de bicicletes fan servir una barra per transmetre la potència. Un nombre molt petit de bicicletes (principalment, bicicletes de marxa única destinades a desplaçaments de curta distància) fan servir una corretja com a sistema per a transmetre potència sense greix.
Fora d'algunes bicicletes especials de competicions en pista o d'acrobàcia, les bicicletes acostumen a portar el sistema de pinyó lliure, que permet deixar de pedalar mentre la bicicleta continua avançant per inèrcia.
Com que les cames dels ciclistes són més eficients en una gamma estreta de velocitats de pedaleig (cadència), una relació de transmissió variable ajuda el ciclista a mantenir una velocitat de pedaleig òptima mentre circula per terrenys variats. Com a primera aproximació, les bicicletes d'ús quotidià sovint fan servir un canvi de marxes integrat amb un nombre petit de marxes, que donen relacions de transmissió amplament espaiades (3 a 7); les bicicletes de carretera i les de curses fan servir canvis amb desviadors de plat i de pinyó amb un nombre moderat (10 a 22) de marxes, que donen relacions de transmissió poc separades entre si, mentre que les bicicletes de muntanya, les bicicletes híbrides, i les bicicletes de turisme fan servir canvis amb desviadors de plat i de pinyó amb un nombre més gran (de 15 a 30) de marxes, que donen relacions de transmissió moderadament espaiades, sovint incloent-n'hi una d'extremadament baixa per a pujades amb pendent fort.
Diferents marxes i conjunts de marxes són apropiats per a diferents ciclistes i estils de ciclisme. Les bicicletes amb canvi de marxes permeten la selecció de la relació de transmissió per a ajustar-la a les circumstàncies: un ciclista podria fer servir una marxa llarga en anar en bicicleta costa avall, una marxa mitjana quan va en bicicleta en una carretera plana, i una marxa curta en anar en bicicleta costa amunt. Amb una marxa més curta, cada volta dels pedals produeix menys voltes de la roda del darrere. Això fa que l'energia requerida per a desplaçar-se a una mateixa distància es distribueixi entre més voltes dels pedals, reduint la fatiga en anar costa amunt, amb una càrrega pesant, o en contra de vents forts. Una marxa més llarga permet que un ciclista hagi de fer menys voltes de pedals per mantenir una velocitat donada, però amb més esforç per volta dels pedals.

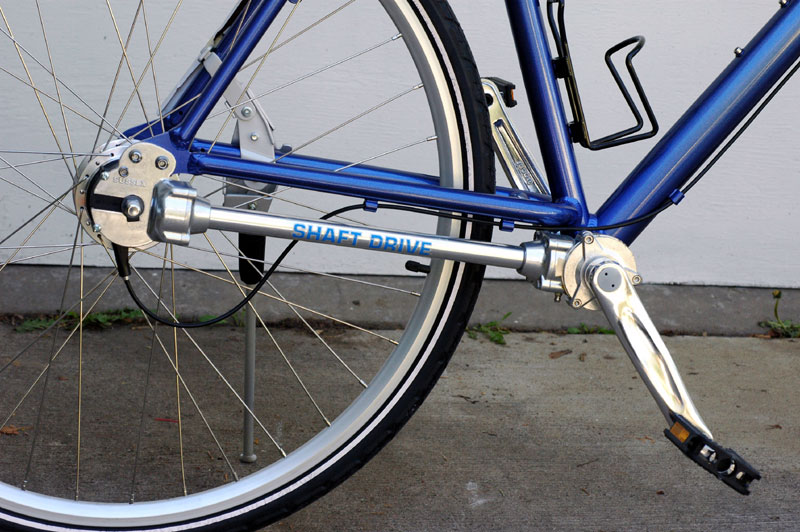
Una bicicleta amb transmissió per eix en comptes de cadena.

Amb una transmissió de cadena, un plat solidari a la biela impulsa la cadena, que fa girar la roda del darrere mitjançant el pinyó (o pinyons) del darrere.
Amb una transmissió per eix, un conjunt de rodes dentades còniques fa girar l'eix, que fa girar la roda del darrere mitjançant un altre parell de rodes còniques, connectat a l'eix de la roda. Hi ha petites pèrdues d'eficiència a causa dels dos parells de rodes que es necessiten. L'única opció amb una transmissió per eix és la de fer servir un canvi de marxes integrat.

### Manillar i seient

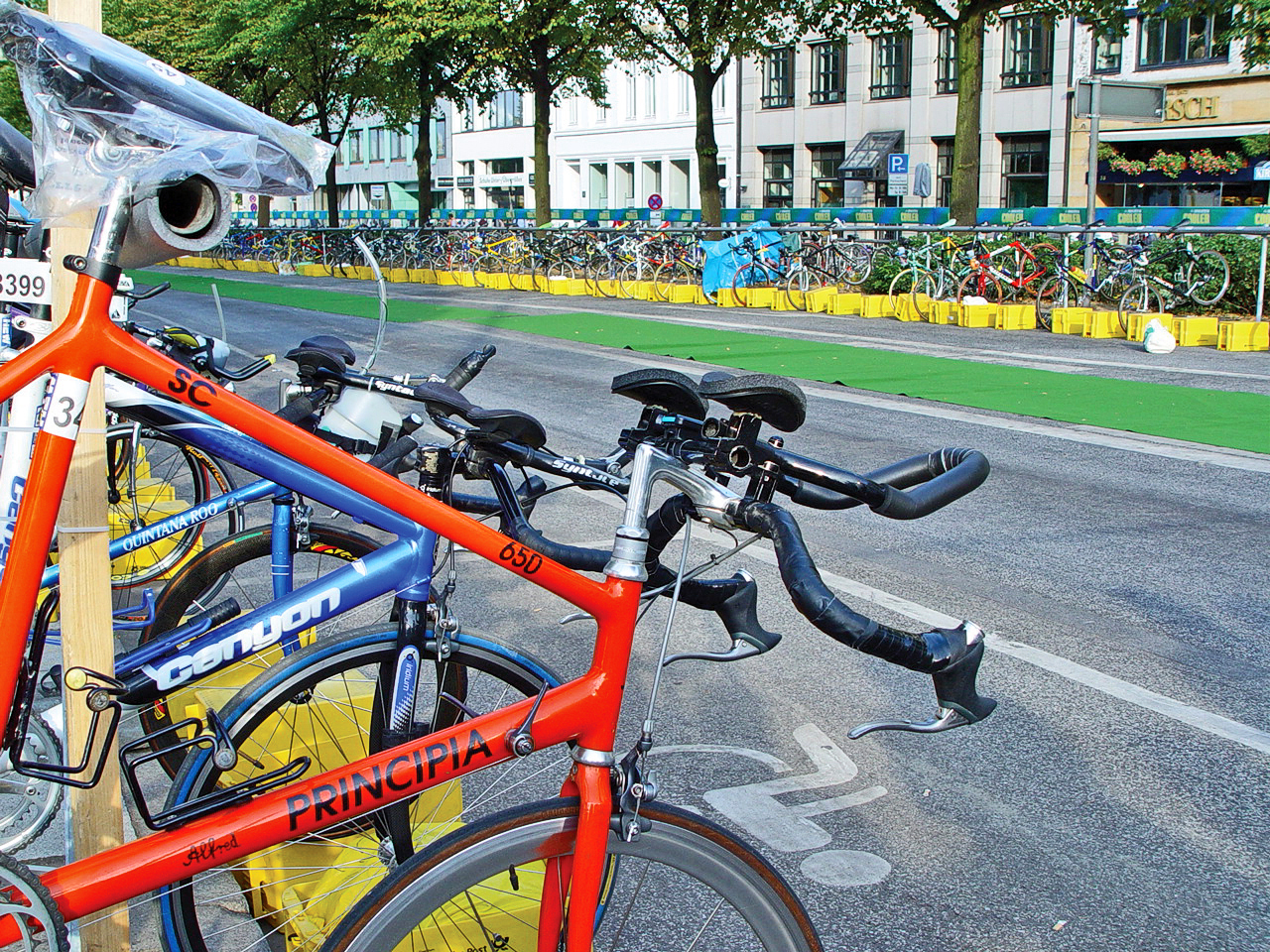
Manillars de bicicletes de triatló.

El manillar fa girar la forquilla i la roda del davant mitjançant la tija de manillar, que gira dins de la pipa de direcció. Hi ha tres tipus comuns de manillar: els manillars verticals, que dins de la norma a Europa i en qualsevol altre lloc, fins als anys 1970, eren corbats suaument enrere cap al ciclista, i li oferien una subjecció natural i una posició vertical còmoda. Els manillars de cabra "cauen" a mesura que es torcen endavant i avall, i ofereixen al ciclista millor potència de frenada des d'una posició "ajupida" més aerodinàmica, així com posicions verticals en què les mans agafen els muntants de les palanques de fre, o seccions planes superiors per a postures cada vegada més verticals. Les bicicletes tot terreny, generalment, presenten un manillar recte o manillar inclinat, amb graus variables d'inclinació cap al darrere i cap amunt, així com amplades més grans que poden proporcionar millor maneig, ja que augmenten la força aplicada a la roda.

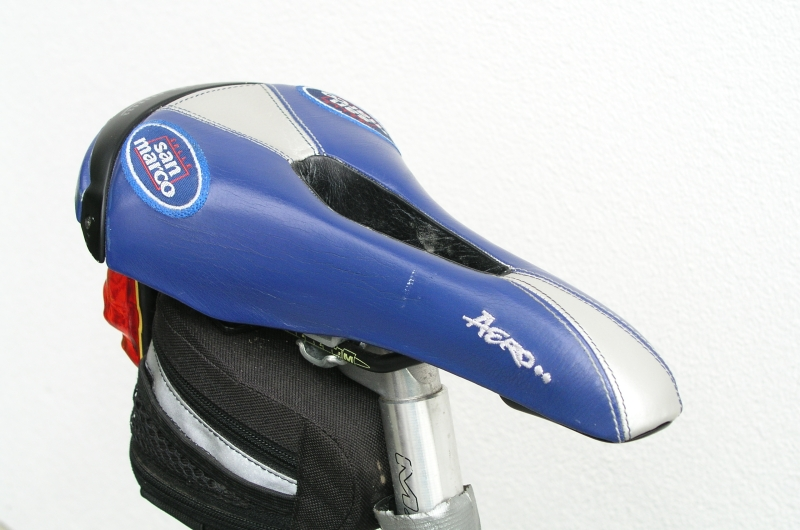
Un selló San Marco dissenyat per a dones.

Els seients de bicicleta també varien amb les preferències del ciclista, des de sellons amples amb coixí, preferits per ciclistes de distància curta, fins a sellons més estrets que permeten gronxar millor la cama en deixar-hi més espai. La comoditat depèn de la posició del ciclista. Amb bicicletes de passeig i híbrides, els ciclistes seuen drets damunt el selló, el seu pes es dirigeix cap avall al selló, de manera que és preferible un selló més ample i més amortit. Per a bicicletes de carreres on el ciclista s'inclina cap endavant, el pes es distribueix més uniformement entre el manillar i el selló, els malucs es flecten, i un selló més estret i més dur hi és més eficient. Hi ha dissenys diferents de sellons per a ciclistes masculins i femenins, que s'acomoden a les diferents anatomies de cada sexe, encara que les bicicletes, normalment, es venen amb sellons més apropiats per a homes.
La bicicleta reclinada té un seient inclinat que alguns ciclistes troben més còmode que un selló, especialment ciclistes que pateixen, amb certs tipus de selló, mal d'esquena, coll, espatlla, o canell. Les bicicletes reclinades poden tenir el seient per damunt o per davall del nivell de la direcció.

### Frens

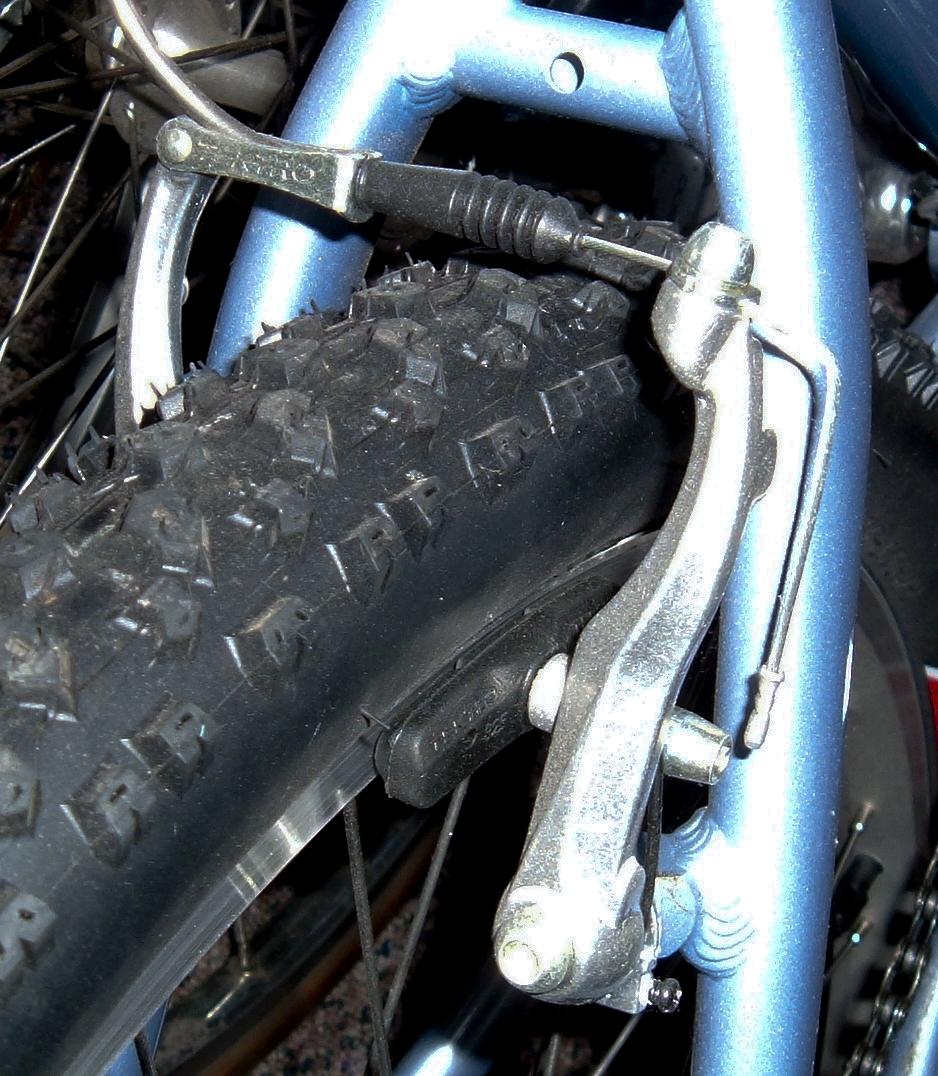
Fre de tracció lineal, també conegut per la marca registrada Shimano Fre-V, a la roda del darrere d'una bicicleta tot terreny.

Els frens de les bicicletes modernes poden ser frens de llanda, en els quals els elements de fricció es comprimeixen contra la llanda de la roda; i frens de disc, amb un disc separat per a frenar. Els frens de disc són més comuns en bicicletes de fora carretera, tàndems i bicicletes reclinades, que no pas en bicicletes específiques de carretera.

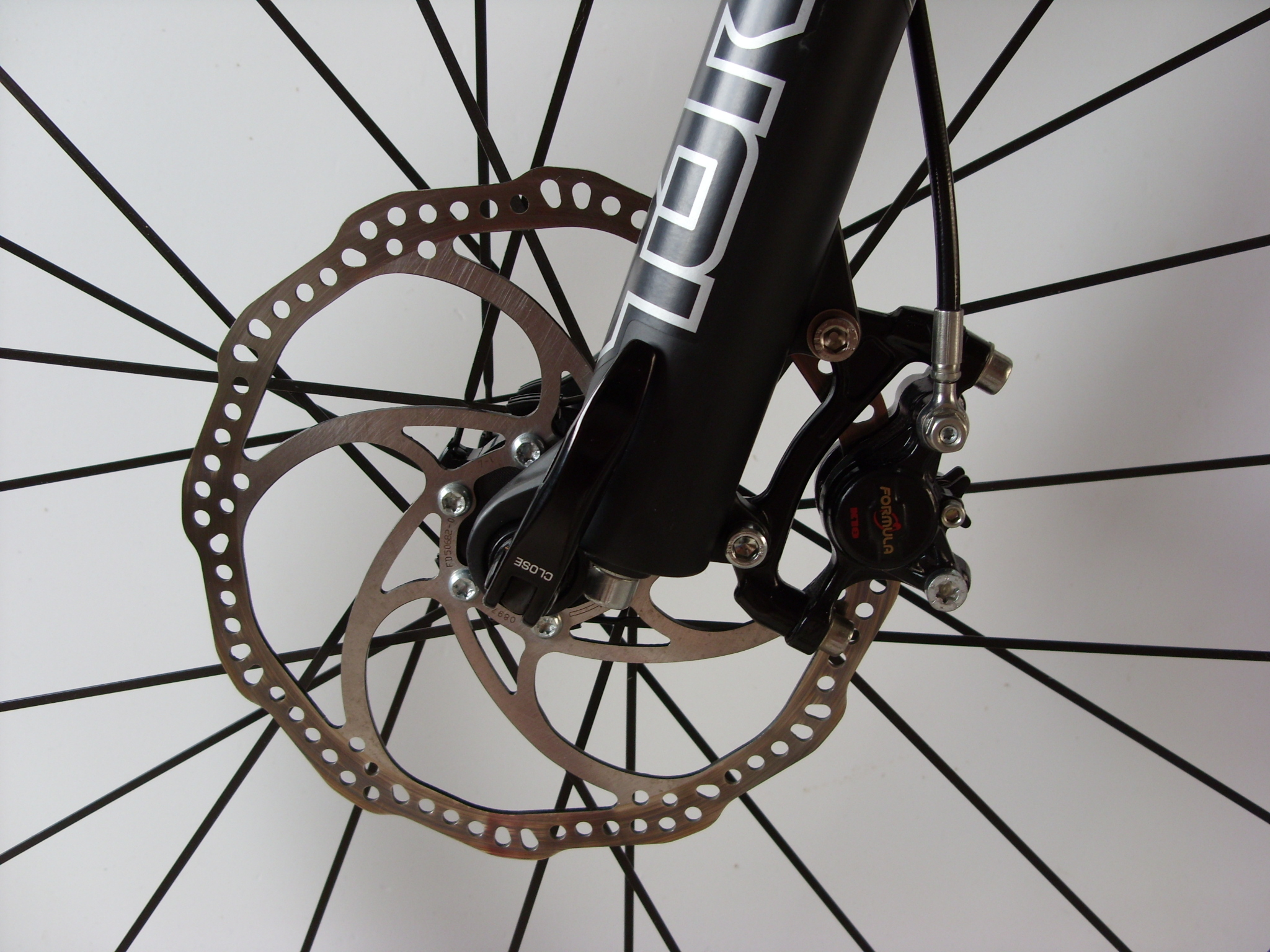
Un fre de disc del davant, muntat a la forquilla i la boixa.

Amb frens actuats a mà, la força s'aplica a les palanques del fre muntades als manillars i es transmet mitjançant cables Bowden o tubs hidràulics a les sabates de fricció. Un fre de la boixa del darrere pot ser actuat a mà o actuat a pedals.
Les bicicletes de pista no tenen frens, ja que no són necessaris per anar en una pista, perquè tots els ciclistes van en la mateixa direcció al voltant d'una pista que no requereix desacceleració sobtada. Els ciclistes de pista poden reduir la velocitat perquè totes les bicicletes de pista són de pinyó fix, el que vol dir que no tenen pinyó lliure. Sense pinyó lliure, és impossible deixar girar la roda amb els pedals quiets, així quan la roda del darrere s'està movent, els pedals s'estan movent. Per frenar, el ciclista aplica resistència als pedals: això serveix de sistema de frenada, que pot ser tan eficaç com un fre de rodes del darrere basat en la fricció, però no tan eficaç com un fre a la roda del davant.

### Suspensió

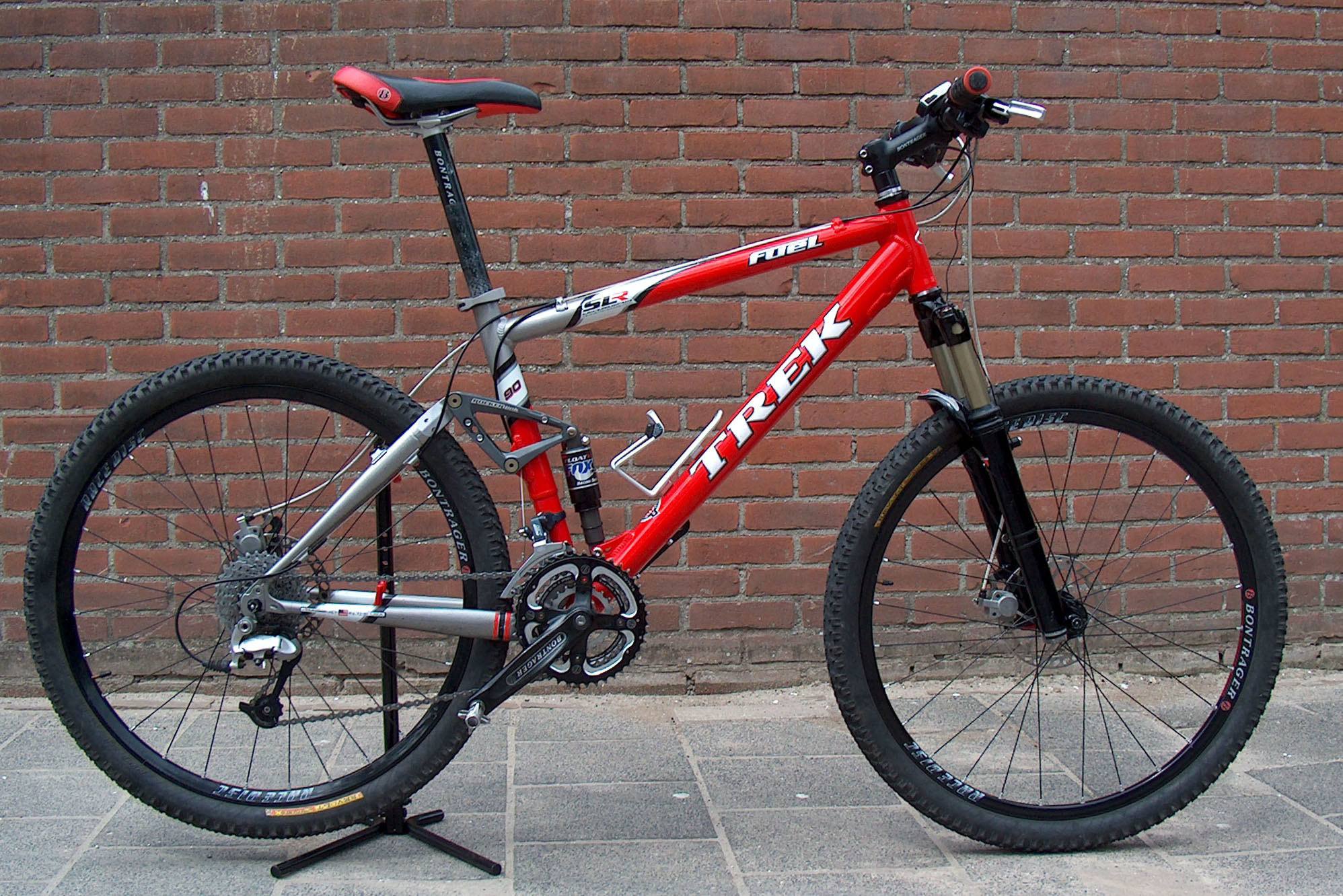
Aquesta bicicleta de muntanya presenta pneumàtics sobredimensionats, un quadre amb suspensió completa, dos frens de disc i manillar orientat perpendicular a l'eix de la bicicleta.

La suspensió de la bicicleta fa referència al sistema o els sistemes emprats per a suspendre el ciclista i tota o part de la bicicleta. Això respon a dos propòsits:
- Mantenir les rodes en contacte continu amb superfícies irregulars per millorar el control.

- Aïllar el ciclista i l'equipatge de les vibracions degudes a les superfícies irregulars.

Les suspensions de bicicleta es fan servir, principalment, en bicicletes de muntanya, però també són habituals en bicicletes híbrides, i fins i tot, es poden trobar en algunes bicicletes de carretera, ja que poden ajudar a manejar vibracions problemàtiques. La suspensió és especialment important en bicicletes reclinades perquè, mentre un ciclista vertical pot aixecar-se dret damunt dels pedals per aconseguir alguns dels beneficis de la suspensió, un ciclista reclinat no pot.

### Rodes
L'eix de la roda encaixa en el portaeix al quadre i la forquilla. Un parell de rodes es pot anomenar un joc de rodes, especialment, en el context de les rodes d'alt rendiment.
Els pneumàtics varien enormement. Llisos i prims, els pneumàtics de curses de carreteres poden ser completament llisos. A l'extrem oposat, els pneumàtics de fora carretera són molt més amples i més gruixuts i, normalment, tenen unes regates profundes per a agafar-se en terrenys fangosos.

### Accessoris i eines

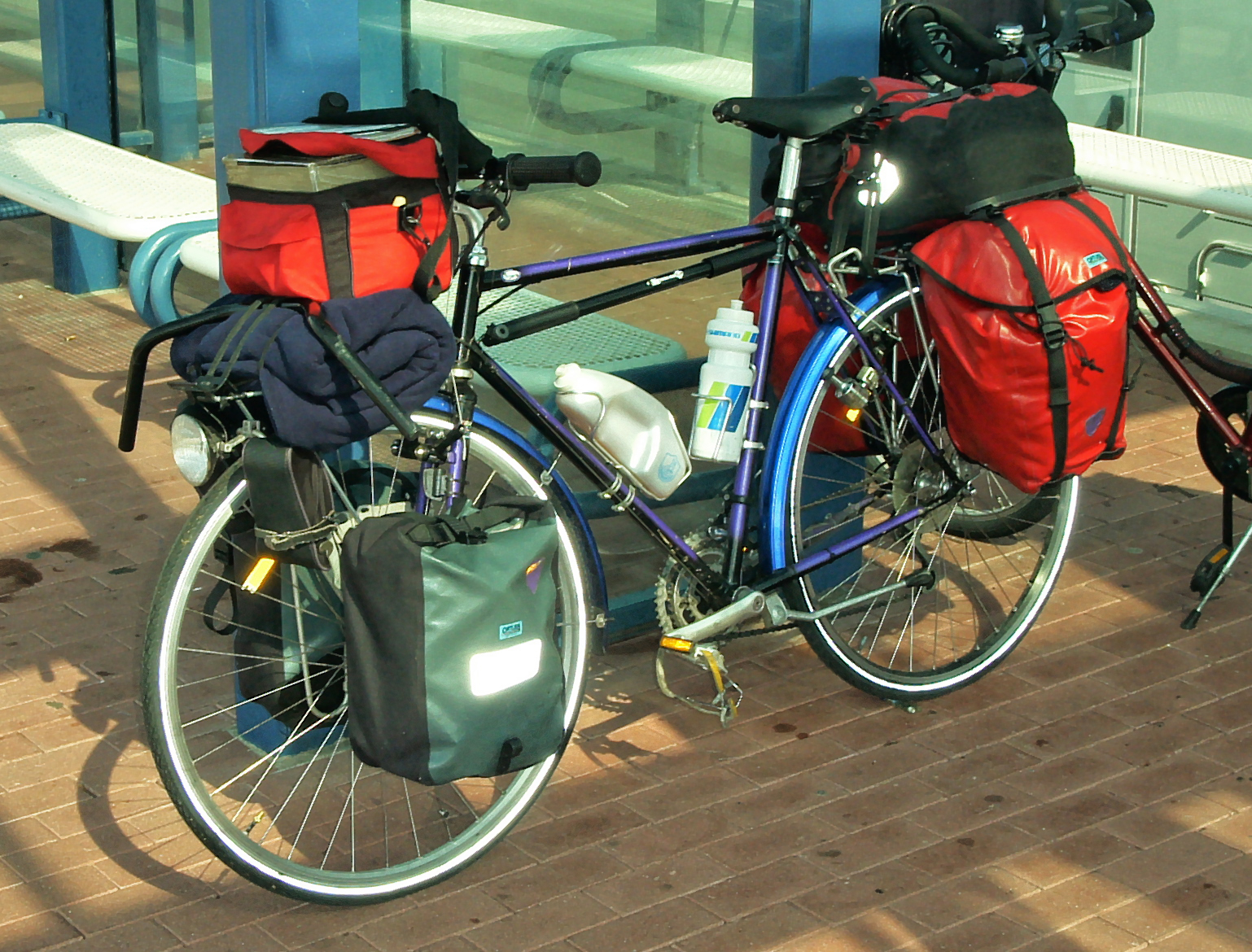
Bicicleta de viatge proveïda amb làmpada de davant, manxa, portaequipatges del darrere, parafangs, cantimplores, portabidons, i nombroses borses.

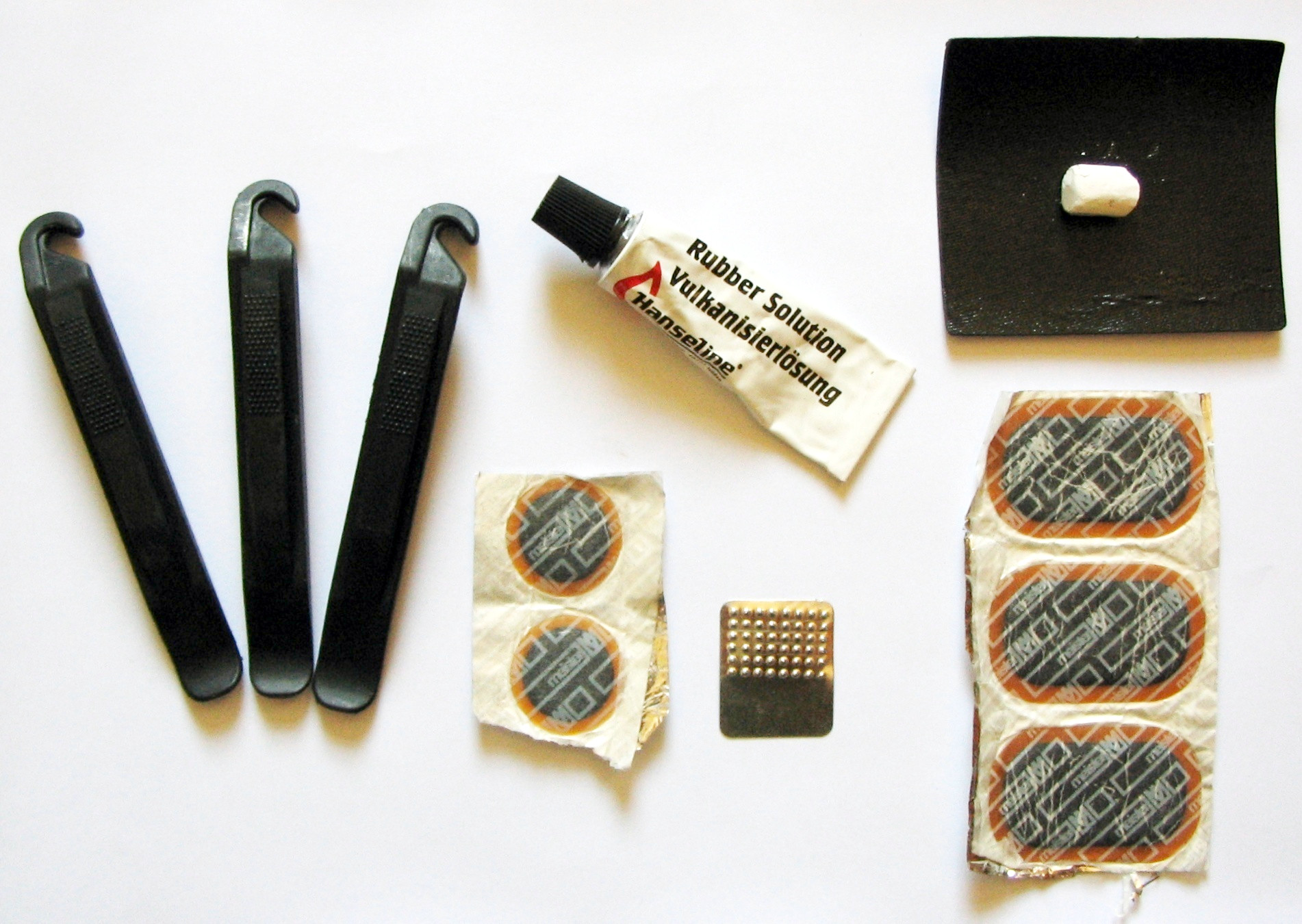
Equipament de reparació de punxades, amb palanques de pneumàtics, paper de vidre per a netejar una àrea de la cambra al voltant de la punxada, un tub de solució de goma (fluid que vulcanitza), pedaços rodons i ovalats, un ratllador de metall i peça de guix per a fer pólvores de guix (escampar la pols sobre solució de goma sobrant). Els equipaments sovint també inclouen un llapis de cera per a assenyalar la localització de la punxada.

Alguns components, que sovint són accessoris opcionals en bicicletes d'esport, són característiques estàndard en bicicletes de passeig per a millorar-ne la utilitat i comoditat. Els parafangs protegeixen el ciclista i les parts mòbils de la bicicleta quan va per àrees mullades, i el guardacadena protegeix la roba del greix de la cadena i també impedeix que la roba s'enganxi entre les dents de la cadena i el plat. L'estrep manté vertical la bicicleta quan està aparcada, mentre que un pany de bicicletes ajuda a impedir-ne el robatori. Es fan servir, sovint, cistelles del davant muntades per a portar objectes. Els portaequipatges muntats al damunt del pneumàtic del darrere es poden fer servir per a portar equip o càrrega. Els pares, de vegades, afegeixen seients infantils del darrere muntats i/o un selló auxiliar al quadre horitzontal per a portar nens.
Els pedals automàtics ajuden a mantenir el peu en la posició apropiada als pedals, i permeten que el ciclista estiri, a més d'empènyer els pedals -tot i que no sense perill, per exemple: pot bloquejar els peus quan calen per a evitar una caiguda. Els accessoris tècnics inclouen ordinadors de bicicleta per a mesurar la velocitat, la distància, etc. Altres accessoris inclouen llums, reflectors, panys de seguretat, mirall, cantimplores o bidons, portabidó i cinturó.
El casc de bicicleta pot ajudar a reduir les lesions en cas d'una col·lisió o accident i, legalment, s'exigeix dur un casc certificat a alguns ciclistes en algunes jurisdiccions. Alguns classifiquen els cascs com a accessori i, d'altres, com un element de roba.
Molts ciclistes porten jocs d'eines. Aquests poden incloure un joc de reparació de pneumàtics (que pot contenir qualsevol combinació d'una manxa manual o de CO₂, palanques de pneumàtics, pedaços autoadhesius, o material per apedaçar el pneumàtic i adhesiu, una peça de paper de vidre o un ratllador de metall -per a rascar la superfície del pneumàtic a apedaçar- i de vegades, fins i tot, un bloc de guix, claus, claus hexagonals, tornavisos, i una eina de cadena). També hi ha eines múltiples específiques per a ciclisme que combinen moltes d'aquestes eines en un mecanisme compacte únic. Els components de bicicletes més especialitzats poden exigir eines més complexes, incloent-hi eines patentades específiques per un fabricant donat.
Algunes peces de bicicleta, especialment els sistemes de dentat, són complexes, i molts ciclistes prefereixen confiar el manteniment i les reparacions a mecànics de bicicletes professionals. En algunes àrees, és possible contractar assistència en carretera a determinades companyies. Altres ciclistes mantenen les seves pròpies bicicletes, de vegades com a part de la seva afició al ciclisme o simplement per raons econòmiques. L'habilitat per a reparar i mantenir la bicicleta també és apreciada en el moviment activista.

## Activisme pro bicicleta
Hi ha associacions de ciclistes amb diferents interessos específics (obrir rutes, mantenir camins, planificació urbanística, clubs de competició, clubs de turisme, etc.), i d'altres amb objectius més globals (estalvi energètic, reducció de la pol·lució, promoció de la bona forma física).

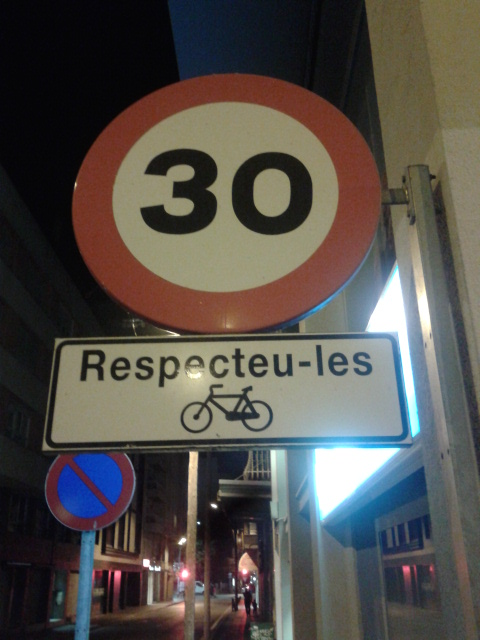
Senyal a Girona

A banda del lobby ciclista esportiu o turístic, l'activisme pro bicicleta inclou un corrent d'opinió obertament polític i sovint relacionat amb el moviment ecologista. Aquests grups promocionen la bicicleta com un mitjà de transport alternatiu pel seu potencial per a l'estalvi d'energia i els seus beneficis per a la salut.
Els activistes de tots dos corrents solen promoure una millora dels transports públics locals i interurbans, especialment el tren, i la disponibilitat per a dur bicicletes amb aquests mitjans.
Hi ha activistes pro bicicleta i algunes autoritats de control del trànsit que promouen la construcció de carrils bici segregats per a viatges de llarga distància. La tradició de l'activisme pro bicicleta sol preferir solucions basades en la millora de la planificació i el disseny dels camins, l'educació viària, i l'aplicació de les regles de trànsit que ja existeixen.
Un tema polèmic a Europa és l'oposició dels grups ciclistes a la legislació que obliga a portar casc.

## Protestes
La Massa Crítica és un moviment global de protesta que promou manifestacions massives amb bicicleta per prendre lloc als cotxes als carrers de les ciutats.
- A Barcelona, es munta cada primer divendres de mes a les 20.00 h a la plaça de la Universitat. Durant els anys 2004/2005, la participació en la Massa Crítica de Barcelona ha estat entre 10 i 40 bicicletes aproximadament.
- A la ciutat de València, es convoca també el primer divendres de cada mes a les 19.30 h a la plaça de la Mare de Déu; una de les entitats convocants n'és València en Bici.[15]